# 아르테미오 프란키
아르테미오 프란키(Artemio Franchi, 1922년 1월 22일 ~ 1983년 8월 12일)은 전 이탈리아 축구 협회 회장이다. 이탈리아 축구 협회 회장을 두 차례(1967년-1976년, 1978년-1980년) 역임하였으며 1972년부터 1983년까지 유럽 축구 연맹(UEFA) 회장, 1974년부터 1983년까지 국제 축구 연맹(FIFA) 집행위원회 위원을 역임하였다.
1983년 8월 12일 이탈리아 시에나 근교에서 자동차 사고로 사망했으며 ACF 피오렌티나와 AC 시에나는 그의 업적을 기념하기 위해 아르테미오 프란키 트로피를 제정했다.